# Болдын Буман-Учрал
Болдын Буман-Учрал (монг. Болдын Буман-Учрал, 29 мая 1971, Улан-Батор, Монголия) — монгольский футболист, нападающий. Выступал за сборную Монголии.

## Биография
Болдын Буман-Учрал родился 29 мая 1971 года в монгольском городе Улан-Батор.
Играл в футбол на позиции нападающего. В юности участвовал в турнирах под эгидой спортивного общества «Труд».
Учился в Иркутском политехническом институте, окончил его в 1995 году.
В 1990—2007 годах выступал за «Хангарьд» из Эрдэнэта. В его составе трижды стал чемпионом Монголии (2001, 2003—2004), дважды выиграл серебро (2005, 2007), один раз — бронзу (2006).
В 2008—2009 годах играл за «Университет Улан-Батора», выиграв золото чемпионата Монголии в сезоне-2009.
В 2010—2011 годах выступал за «Хасын Хулгууд» из Улан-Батора.
В 2000—2005 годах провёл за сборную Монголии 11 матчей, забил 3 мяча. Один из них, забитый 19 февраля 2001 года в ворота сборной Бангладеш, стал эпохальным для монгольского футбола: Буман-Учрал сравнял счёт на 4-й компенсированной минуте второго тайма (2:2) и принёс сборной страны первое очко в истории.
Завершил игровую карьеру в 2011 году.
Во время выступлений работал в Англии в футбольной академии «Челси».
Продолжает выступать в ветеранских соревнованиях.
В 2015—2019 годах был вице-президентом Федерации футбола Монголии.
В июле 2019 года удостоен звания заслуженного спортсмена Монголии.

## Статистика

### Матчи за сборную Монголии по футболу
| №  | Дата            | Соперник          | Счёт    | Мячи | Соревнование                                |
| 1  | 29 февраля 2000 | Узбекистан        | 1:8 (г) | -    | Товарищеский матч                           |
| 2  | 7 апреля 2000   | Республика Корея  | 0:6 (г) | -    | Кубок Азии. Отборочный турнир               |
| 3  | 9 апреля 2000   | Лаос              | 1:2 (н) | 1    | Кубок Азии. Отборочный турнир               |
| 4  | 8 февраля 2001  | Саудовская Аравия | 0:6 (г) | -    | Чемпионат мира. Первый отборочный раунд     |
| 5  | 10 февраля 2001 | Вьетнам           | 0:1 (н) | -    | Чемпионат мира. Первый отборочный раунд     |
| 6  | 12 февраля 2001 | Бангладеш         | 0:3 (н) | -    | Чемпионат мира. Первый отборочный раунд     |
| 7  | 15 февраля 2001 | Саудовская Аравия | 0:6 (г) | -    | Чемпионат мира. Первый отборочный раунд     |
| 8  | 17 февраля 2001 | Вьетнам           | 0:4 (н) | -    | Чемпионат мира. Первый отборочный раунд     |
| 9  | 19 февраля 2001 | Бангладеш         | 2:2 (н) | 1    | Чемпионат мира. Первый отборочный раунд     |
| 10 | 5 марта 2005    | Гонконг           | 0:6 (н) | -    | Чемпионат Восточной Азии. Отборочный турнир |
| 11 | 9 марта 2005    | Гуам              | 4:0 (н) | 1    | Чемпионат Восточной Азии. Отборочный турнир |

## Достижения

### Командные
Хангарид
- Чемпион Монголии (3): 2001, 2003, 2004.
- Серебряный призёр чемпионата Монголии (2): 2005, 2007.
- Бронзовый призёр чемпионата Монголии (1): 2006.

 Хангарьд
- Чемпион Монголии (1): 2009.

## Семья
Отец Бумана-Учрала играл в баскетбол за сборную аймака, был перворазрядником. В семье также было трое детей.
У Бумана-Учрала двое детей, оба играют в футбол, старший учится в США.